# Bér Júlia
Bér Júlia (Bruck Karolin, Šimiková Karolin, Bérová Júlia) (Zirc, 1911. május 8. – Zirc, 2012. június 10.) festő-, grafikusművész.

## Életpályája
Édesapja Bruck Péter Pál képzőművészeti kereskedő, keretező-üveges, varrógépjavító, édesanyja Rubinstein Margit háztartásbeli. Szülei boltjában szépre érzékeny gyerekként megismerhette a művek megbecsülését, az otthoni levegővel együtt szívta magába a képek illatát. 10 évesen került a budapesti Notre Dame kolostor iskolájába. A második anyanyelve a francia lett és apácának készült. Édesapja halálát követően hazaköltözött, hogy özvegy édesanyját támogassa. Jómódú családok nevelőnője lett, így került a Tersánszky házaspárhoz is. Ott fedezték fel rajztehetségét és a gobelinüzemükben alkalmazták.
1929-32-ben elvégezte a párizsi L’Art et Métiez festőiskolát. 1935-ben férjhez ment, Prágában telepedtek le, ahol 1936-ban Ivanka Bokovacová festőiskoláját látogatta. Az ország náci megszállása után férjét elfogták és koncentrációt táborba zárták. Mártírhalála mély nyomot hagyott a művésznő 1945 utáni alkotásain: olajjal készült tájképei és prágai motívumokat felhasználó műveinek színe sötét, szomorúságot árasztanak. Bér Júlia fájdalmát az alkotásban gyógyította. Több mint tíz évet töltött a kladnói, ostravai, sokolovi bányákban. A vájárokat ott rajzolta, ahol a legveszélyesebb munka folyt. Eleinte Prágában olajfestészettel foglalkozott. A német megszállás alatt a Felvidéken élt, ahol főleg a Garam-völgyi tájak szépsége hatott művészetére. Sok arcképet festett, közöttük gyermekportrékat is. A háború után rajzolta és festette bányásztémájú képeit. Az 50-es évek végén a grafika vonzza, főleg a linómetszet.
Alkotói pályája későbbi szakaszában kifejezési eszközeinek súlypontját a sokszorosító eljárásokra helyezte át. Grafikai sorozatai készültek a „harmadik világ” felszabadulási erőfeszítéseivel foglalkozó témakörben. Ilyen pl. az Afrika ciklusa (1963-64). Azután áttér a fametszetre, mely egészen a 90-es évekig tart. „Fény és árnyék” sorozat, „Vltava” (Moldva, közben monotípiákat és készít. „Fényben fürdő” (1981-82.) Második férjével számos tanulmányutat tesz. Vázlatfüzetében szülőhazáján, Magyarországon kívül a német Balti-tengervidékről, Bulgáriából, Jugoszláviából, a Szovjetunió közép-ázsiai köztársaságaiból és Franciaországból is rengeteg skiccet hoz magával, műveiben fel is használja ezeket. A hetvenes években született több, az ősi Prága ritkaságszámba menő műemlékeit bemutató fametszete (pl. Szt. Vitus-dóm tornya, a Týn-templom), vagy fekete-fehér fametszete Zirc látképe (1975) címmel. Szülőhazájával 1970-től éledtek újjá és váltak rendszeressé kapcsolatai. Ekkor ajándékozta Zircnek a Fény és árnyék színes fametszet sorozatot. Ekkor született meg az ötlete, hogy több csehszlovákiai grafikustól, később más országok művészeitől és magyar kollégáitól is kér alkotásokat. Létrehozta a ZIRCI GALÉRIA Barátság Grafikai Gyűjteményét. A gyűjteményt a zirci Reguly Antal Múzeum és Népművészeti alkotóház gondozza. A nyolcvanas évek elején alkotta – nagyszabásúan megtervezett sorozatának - színes grafikai lapjait A nemzetek kultúrája címmel: Cseh románc, Morva ritmusok, Szlovák ballada, A magyar mondavilágból, A puszta dala, Variációk az ősi Oroszországra, Ifjúságom Franciaországa, Spanyolország – Goya emlékezetére. Előtanulmányt jelentett a felsoroltakhoz a prágai motívumokból álló fekete-fehér fametszetsor is. (pl. Hradčanyból, Az Óvárosból, A Kisoldalból – 1980.) E lapjain már nem csupán az egyes prágai műemlékeket ábrázolja, hanem több ismert motívumot fűz össze különböző szimbólumokkal, attribútumokkal (pl. rózsa, házcégér). Ennek a termékeny alkotói időszakának első éveiben készített 10 színes monotípiából álló sorozatot is Fénnyel övezett címmel, Jaroslav Seifert, a később Nobel-díjjal kitüntetett cseh költő Prágát megéneklő verseskötetének tiszteletére. Alkotó éveinek végén virágcsendéleteket festett pasztell technikával.

## Tagság szakmai szervezetekben
- Csehszlovák Képzőművészek Szövetsége
- Csehszlovák Képzőművészeti Alap

## Díjak, kitüntetések
- 1985. Veszprém megyéért kitüntető díj arany fokozata
- 1989. Zirc város díszpolgára
- 2000. Franz Kafka-díj
- 2001. Masarik-díj
- 2006. A Magyar Köztársaság Arany Érdemkeresztje

## Önálló kiállítások
- 1943 • Kračmar G., Kladno
- 1949 • Üzemi Klub, Ostrava-Vítkovice
- 1953 • Városi Galéria, Kladno
- 1955 • Magyar Kultúra Háza, Prága
- 1956 • Kultúrközpont, Szokolov
- 1958 • Kultúrközpont, Nové Sedlo
- 1965 • Bolgár Kultúra Háza, Prága
- 1964-67 • Rousínov • Polešovice • Boršice • Tučapy
- 1969 • Hadsereg Központ Kultúrház, Prága
- 1971 • V. Kramář G., Prága • Csehszlovák Kultúra Háza, Budapest • Zirc • Várpalota • Veszprém • Horní Bříza
- 1972 • Csehszlovák Kultúra Háza, Szófia • Plovdiv • Karlovo
- 1974 • Dílo G., Uherské Hradiště
- 1977 • Írók Székháza Galéria, Prága
- 1979 • Jezov Kultúrház, Buchlovice
- 1982 • Írók Székház Galéria, Prága • Zirc
- 1985 • Magyar Kultúra Háza, Prága
- 1988 • Grafikai Technikák, G. D., Prága
- 1991, 1997, 1999 • Városi Galéria, Zirc
- 1999 • Európai kóborlásaim apró ihletei, Városi Galéria, Zirc.
- 2006 • Zirci Galéria, Zirc
- 2006 • Cseh Centrum, Budapest
- 2011 • 100. születésnapján jelenlétében életmű-kiállítás a zirci Városháza nagytermében

## Válogatott csoportos kiállítások
- 1945 • Umelecká beseda, Pozsony
- 1950 • Szlovákiai Képzőművészek, Pozsony • Csehszlovák művésznők, Prága
- 1954 • A Jirásek-verseny, Hronov
- 1955 • Jubileumi Tárlat, Prága
- 1959-60 • Képzőművészek csoportja, Prága
- 1967, 1969 • Prágai Szalon
- 1969 • Jelenkori cseh festők önarcképei, Prága
- 1970 • Prágai motívumok, Prága
- 1972 • Csehszlovák művészek útirajzai, Prága
- 1974 • A család, a gyermekek élete, Prága
- 1975 • Csehszlovák Grafika, Csontváry Terem, Budapest
- 1976 • A nő mai művészetünkben, Prága
- 1983 • Az életért, a békéért, Prága
- 1983 • Nemzetközi Dimitrov-verseny, Szófia
- 1991 • Albatros, Prága
- 1992-96 • Nemzetközi Grafikai Gyűjtemény, Zirc.